# Aloe bulbilifera
Aloe bulbilifera é uma espécie de liliopsida do gênero Aloe, pertencente à família Asphodelaceae.